# Villanueva de la Condesa
Villanueva de la Condesa è un comune spagnolo di 41 abitanti situato nella comunità autonoma di Castiglia e León.